# Jyoti Amge
Jyoti Kisange Amge (ur. 16 grudnia 1993) – Hinduska, mieszkanka Nagpur, najniższa kobieta świata według Limca Book of Records oraz Księgi rekordów Guinnessa, do której została wpisana 1 lutego 2011. Ma zaledwie 62,8 cm wzrostu, waży 5,250 kg. Cierpi na achondroplazję – wrodzoną chorobę powodującą zaburzenie rozwoju pewnych kości w organizmie i karłowatość.
13 sierpnia 2014 roku dołączyła do obsady czwartego sezonu amerykańskiego serialu American Horror Story, w którym odegrała drugoplanową postać Ma Petite.